# Ícone (semiótica)
Ícone, para a semiologia e a semiótica, é um signo visual (uma imagem) que representa outro objeto por força de semelhança. Ícones são signos substitutivos (podem ser usados no lugar da coisa representada) de conteúdo derivativo: a foto de uma paisagem, por exemplo, representa a própria paisagem, o mapa de uma região representa a própria região, etc.
O ícone possui relação de semelhança com o objeto que representa. Ele possui três níveis:
- imagem (aparência visual) - ex. caricatura
- diagrama (relações internas e estruturais) - ex. um mapa
- metáfora (possui significado semelhante em algum aspecto) - ex. o leão, uma fera indomável, associado ao Imposto de Renda.

| “                        | Defino um ícone como sendo um signo que é determinado por seu objeto dinâmico em virtude de sua natureza interna. | ” |
| — Charles Sanders Peirce | |   |